# Adesmia araucana
Adesmia araucana är en ärtväxtart som beskrevs av Rodolfo Amando Philippi. Adesmia araucana ingår i släktet Adesmia och familjen ärtväxter. Inga underarter finns listade i Catalogue of Life.